# Nova Belém
Nova Belém este un oraș în Minas Gerais (MG), Brazilia.